# Bass-Diffusionsmodell
Das klassische Bass-Modell der Diffusion beschreibt die Wirkung der Markteinführung von innovativen Produkten unter Berücksichtigung von Innovations- und Imitationseffekten mit dem Ziel, die Marktsituation hinsichtlich der Sicherheit von Investitionen in neue Technologien einzuschätzen ohne auf komplexe Modellierungswerkzeuge zurückgreifen zu müssen.
Das Grundmodell wurde von Frank Bass, Professor an der University of Texas at Dallas, im Jahre 1961 vorgestellt und findet zum Teil in modifizierter Form eine sehr breite Anwendung im Marketing bzw. Industriegütermarketing insbesondere im Innovationsmanagement vor allem bei Produkten, die aufgrund ihrer Neuartigkeit keine Analogien mit existierenden Marktlösungen aufweisen.
Die Modellierung der Funktion für die Schätzung des Absatzes erfolgt mit Hilfe von Innovations- bzw. und Imitationskoeffizienten, die den Anteil von Erstkäufen aufgrund der Neuartigkeit des Produktes (Innovatoren) bzw. aufgrund seiner Verbreitung (Imitatoren) angeben, wobei die ersteren durch die Werbung und die letzten durch „Mundpropaganda“ initiiert werden.
Ist der Innovationskoeffizient kleiner als der Imitationskoeffizient (Normalfall), dann entspricht der Verlauf der Absatzkurve der Lebenszyklushypothese mit zunächst steigendem und dann fallendem Absatz. Im anderen Fall weist die Kurve von Anfang an einen fallenden Verlauf auf:
{\displaystyle {}^{{\text{Absatz}}=\left({\text{Innovationskoeffizient}}+{\text{Imitationskoeffizient}}\cdot {\frac {\text{Bestand}}{\text{Marktpotential}}}\right)\cdot \left({\text{Marktpotential}}-{\text{Bestand}}\right)}}
Als Formel
{\displaystyle x_{t}=(p+q\cdot {\frac {Q_{t-1}}{M}})\cdot (M-Q_{t-1})}
Nach der Umformung erhält man:
{\displaystyle x_{t}=pM+(q-p)Q_{t-1}-{\frac {q}{M}}Q_{t-1}^{2}}
| Variable          | Beschreibung der Variablen |
| ----------------- | -------------------------- |
| {\displaystyle M} | Marktpotential             |
| {\displaystyle Q} | Bestand                    |
| {\displaystyle p} | Innovationskoeffizient     |
| {\displaystyle q} | Imitationskoeffizient      |
| {\displaystyle t} | Periodenindex              |

Da die Parameter aufgrund der Neuartigkeit des Produktes meistens nicht bekannt sind, werden sie mit Hilfe von Regressionsanalyse geschätzt, wobei die Parameter {\displaystyle \textstyle A_{i}} als Regressoren auftreten:
{\displaystyle x_{t}=A_{1}+A_{2}Q_{t-1}+A_{3}Q_{t-1}^{2}}
mit:
{\displaystyle \textstyle A_{1}=pM}
{\displaystyle \textstyle A_{2}=q-p}
{\displaystyle \textstyle A_{3}=-{\frac {q}{M}}}
Die fehlenden Daten werden durch Auflösen der Gleichung bestimmt:
{\displaystyle \textstyle M=\left(({\frac {A_{2}}{2A_{3}}})^{2}-{\frac {A_{1}}{A_{3}}}\right)^{\frac {1}{2}}-{\frac {A_{2}}{2A_{3}}}}
{\displaystyle \textstyle p={\frac {A_{1}}{M}}}
{\displaystyle \textstyle q=-A_{3}M}